# 仰げば尊し!
『仰げば尊し!』（あおげばとうとし）は、所十三による日本の野球漫画作品。

## 概要
1986年から1987年まで『週刊少年マガジン』（講談社）にて連載された。単行本は全6巻。人口8万人足らずの温泉町として栄えた町にある県立盃成高校に赴任した日向大は、亡き師の後を受け継いで廃部の危機にあった野球部の監督に名乗り出る。その野球部のメンバーは7人しかいなく教師も手を焼くほどの不良揃いではあるが、日向の努力によって様々な問題を解決していき、のちに加入した5人のメンバーと共に甲子園を目指す。

## 主な登場人物

### 主要人物
日向 大（ひゅうが だい）
本作の主人公。亡き石井の後を受け継ぎ盃成高校に赴任した教師。物語開始時点での野球部メンバーが揃う2-Gの担任を受け持つ。担当は生物。
石井が亡くなリ顧問がいなく廃部の危機にあった野球部の監督を引き受け、紆余曲折がありながらも1年で甲子園出場を果たすチームに成長させた。
采配や指導は一見いい加減かつ破天荒なものが多いが、すべてメンバー個々の才能を分析したうえで指導している。そのため外部の敵対者も多く、その度に自分のクビを賭けて取り組んでいた。
赴任当初はキャバレーの2階を住居に間借りしていた（月3000円の下宿だった）が、学校に発覚後は校長の紹介により舞の家に居候することとなる。
盃成高赴任前はマサチューセッツ工科大学の研究所に在籍し石井の訃報を聞いて盃成高に赴任したが、ボスと呼ぶハロルドから日向に帰ってくるようエアメールを送った。そして盃成高の甲子園出場を見届けてアメリカ戻り、後に舞と結婚し二人の子供を授かる。
如月 舞（きさらぎ まい）
盃成高校の新米教師で野球部部長。日向とは公衆浴場で覗かれたことで知り合う。日向から好意を寄せられていて知らぬ間に野球部部長にされるなど翻弄されているが、最終回で日向がアメリカへ行くことになったときに甲子園での監督を託される。

### 盃成高校

#### 野球部員
伊達 政治（だて まさはる）
背番号は1で右投右打の9番打者、ポジションはピッチャー。校内グループのリーダーで野球部主将。そして野球経験者の一人でもある。
当初は日向を敵対視していたが、日向とのタイマンに敗れて以降はメンバーの中心に立って部活動に励む。
県大会決勝戦の練習時間では高倉健の「唐獅子牡丹」を歌っている。終盤で日向のアメリカ行きを打ち明けられた際に日向から以後の采配を任せられる。
卒業から5年後には教師となり日向の後釜として盃成高校の野球部監督を務めることとなる。そして「女性を部長にするとゲンがいい」ということで好意を寄せていたと思われる女性教師を部長にした。
母子家庭であることが単行本5巻で明らかになっている。
島 晋一（しま しんいち）
背番号2で右投右打の4番打者、ポジションはキャッチャー。クラスは明らかにされてないが松平が担任を務めるクラスに在籍している。元盃成市立河南中野球部で打率は4割3部2厘。
実家は「海老寿屋酒店」という酒屋で、父・姉・弟の4人家族で母親は他界している。その父親が仕事をせず売上金を持って飲みに行くため、店を守るために野球をすることができないでいたが、日向が父親に体を張った説得をしたことや家族が帰りを待っていることを知り改心したことで野球部に加入する。
校内マラソン大会では松宮に小学生の時にランナーと交錯して肩の骨を折りボルトが入っていることや、自分も過去に同じ境遇にいたことを話す。
三好 晴美（みよし はるみ）
背番号3で右投右打の5番打者、ポジションはファースト。
スキンヘッドでメンバーの中で体格がいい。
1学年上で演劇部の西村に好意を抱いており、演劇コンクール目前の交通事故で一時的に耳の聞こえなくなった西村のためにで本番で手助けをする。
竹中 秀一（たけなか しゅういち）
背番号4で右投左打の6番打者、ポジションはセカンド。
登場初期はマスクをつけていたり、描写はないがバイクで通っていた。
秋季大会2回戦の対東盃工業戦では相手選手にスパイクで手を踏まれる。
斎藤 要（さいとう かなめ）
背番号5で右投右打の5番打者、ポジションはサード。
数少ない野球経験者。
大貫入部時の北野と大貫のレギュラー争いに絡む問題では、練習試合のスタメンに大貫を起用したことで浅井とともに日向に反発している。
浅井 貴明（あさい たかあき）
背番号6で右投右打の2番打者、ポジションはショート（7人しかいなかった時はレフトに充てられていた）。
県大会の決勝戦の練習時間では村田英雄の「無法松の一生」を歌う。
山之内 猛（やまのうち たけし）
背番号7で左投左打の7番打者、ポジションはレフト（7人しかいなかった時はライトに充てられていた）。
わずかに髭を生やしてる。数少ない野球経験者。
上杉 俊作（うえすぎ しゅんさく）
背番号8で右投右打の1番打者、ポジションはセンター。長尾の受け持つクラスに在籍している。
センターを守る元ボクシング部部員。ボクシング選手として将来を有望されていたが、長尾の判断によって突然ボクシングをやめさせられた。そのため登校拒否をし自暴自棄に走るが、実は右目が過去にチンピラの木刀受けたことによりボクシングの衝撃に耐えられなくなることで失明の危機があることを知り、体を呈して庇った長尾の勧めもあって野球部に加入した。
100mを11秒台で走る俊足の持ち主。
県大会決勝戦の練習時間では先頭に立ち、マウンド上で南野陽子の「話しかけたかった」を歌う。
北野 繁（きたの しげる）
背番号9で右投右打（後に左打ちに変更）の8番打者、ポジションはライト（7人しかいなかった時はキャッチャーに充てられていた）。
2年の秋季大会1回戦では対戦相手に父親の勤務先の社長の息子である三保優がいる新山高と当たり三保に八百長を強要されるが、最後にキャッチャーに交代し三保へのタッチアウトを決めた。
大貫が加入した際は打率の高さでレギュラーを奪われるのではないかと言う危機もあったが大貫自身が守備は性に合わないということでレギュラー降板は回避された。それでも足の遅さだけはどうにもならなかったが、左打ちにコンバートしたことでその差を埋めることができた。
松宮 英明（まつみや ひであき）
背番号11の右打ち。日向のクラスの生徒で野球部員の中では一番小柄で真面目。父親は県会議員で、不良でもなければスポーツ経験者でもないため部内ではある意味異色の存在とも言える。
幼少時代、軽い骨折を理由にずっと体育をサボっていて体育の授業も常に見学しており、校内のマラソン大会での出来事をきっかけに野球部に入部する。この一件で日向から「最初から諦めるな」と教えられている。
スコアラー兼メンバーのサポートがメインで、日向の指示で練習試合の対戦相手を探しに行ったりする。
島が転校間もない山中に野球部へ勧誘した際に浅井から「こんなのも入れる」と言われた時や、大貫入部後に戦力が充実してきたというところで日向から「スコアラーの松宮」と言われた時には複雑な表情をしていた。
県大会決勝戦の最終回に日向から采配を預けられた伊達の指示で代打として公式戦初出場。それまで盃成はノーヒットノーランに抑えられていたが、相手選手のエラーによってパーフェクトゲームを打ち破るきっかけを作る。
山中 拓二（やまなか たくじ）
背番号は10の右投右打。中学時代にエースとして島とバッテリーを組んでいたこともあり、島からは「タク」と呼ばれている。
前にいた京王学園で肩を壊しボールが投げられなくなったことで盃成高校へ転校。島の勧めで野球部に入部後、日向のトレーニングでナックルボールを編み出し、リリーフとして活躍する。
大貫 大志（おおぬき ひろし）
背番号12の左打ちのスラッガー。前年に傷害事件を起こして鑑別所に入り、出所したことで教師陣が復学させることに難色を示したが、日向に才能を見出され野球部に加入する。
入部後に北野とのレギュラーを巡る揉め事もあったが、チームワークを重視したこと(というよりは守備に就くのは性に合わなかっただけ)で解決している。
公式大会では県大会2回線の対開栄高校戦で上杉と交代する形で代打に登場、相手投手の投げたボールをわざと顔面に当てるが、次の打席でピッチャー返しの勝ち越し本塁打を打つ(怪我自体がフェイクで、手当てをした松宮曰く怪我はしていないが絆創膏を貼れと言われて右目に貼っていた)。決勝戦の対東亜第一戦でも最終回に代打で打席に立ち、相手投手から逆転サヨナラの本塁打を打ち甲子園出場の切符を手にした。
基本的に代打専門なので守備に付くことはないが、前述の開栄高校戦では上杉の代打だったため、描写はないがセンターを守っていた模様。
伊達と同じく母子家庭で育っており一見水と油に見えるが、日向評では家庭環境からプライドの高さ、ケンカの実力まで似ていると言い、この二人が一度反りが合えばこれ以上わかり合える相手はいないと言う。

#### 生徒
小田切 市子（おだぎり いちこ）
浅井貴明の幼馴染で渾名は「イッコ」。背が低く眼鏡をかけている、現代で言うならいわゆる地味子。
浅井がツッパりはじめてからも常に気にかけていることを伊達らも薄々感じており、まともに野球を始めたことで一番喜んでいたのも彼女だった。
練習試合で浅井が4番ピッチャーとして出場した際はスコアブックを付けることができるということでしのぶと共に臨時のマネージャーを買って出た。
織部 しのぶ（おりべ しのぶ）
野球部メンバーの1学年上で3-Bの生徒。
浅井曰くボリューム満点のグラマーで、互いに好意を持ち、浅井もまた彼女のために期待に応えようとする。
浅井が4番で投手となった練習試合では臨時のマネージャーを買って出るも、思うような活躍をしなかったため途中でベンチから姿を消す。
実は男をアクセサリー程度にしか見てないという噂もあり、春まではサッカー部のエースストライカーの彼女を気取っていたことから、あまり評判は良くない模様。
槇岡 詩織（まきおか しおり）
竹中秀一の幼馴染で生徒会長。竹中のことを「秀ちゃん」と呼ぶ。
帰宅時に「こましの海老名」に乱暴され、その姿をビデオに撮られたため脅迫されて自殺しようとしたところを竹中に助けられる。
その海老名に再度呼ばれた際に野球部全員が試合を捨てて海老名らに仇討ちをしたことで一時は公式試合出場停止の危機に陥る中勇気を出して姿を現し、自分のために大事な試合を捨ててまで乱暴した相手と戦ってくれたという、事の顛末を打ち明けて野球部の窮地を救う。
西村 早苗（にしむら さなえ）
三好晴美が好意を持っている演劇部所属の3年生。
高校演劇界では注目のスターだったが、コンクール5日前に交通事故に遭い一時的に耳が聞こえなくなり、全治3か月の診断を受ける。
台詞については読唇術でカバーできたもののダンスのリズムが合わず苦戦していたが、コンクールでは三好が舞台下からスピーカーを舞台へ押し付けたことで、その振動からリズムを掴み見事グランプリを受賞する。
なお、歌や踊りや演技は上手いが手先だけはどうも不器用で、野球部メンバーに差し入れたおにぎりの形はいびつなものだった。

#### 教師
校長
スキンヘッドの顎髭に袴姿という出で立ちを持つ盃成高の校長。
博愛主義者で、日向が荒廃していた野球部を更生させたことを評価している。
その他、日向の新たな下宿先を紹介したり、大貫大志の復学に尽力したりする。
教頭
蝶ネクタイを身に着けている盃成高の教頭。日向のことを当初から快く思っていない。
大貫の復学の際は、大貫と伊達との勝負で大貫が勝利した場合は伊達を退学させるという条件をつけた。
最終話では決勝戦を校長とTVで観戦していた際「たかが子供のタマ遊び」と発言するが、校長が「生徒のこの熱意を見たことがあるか」と諭している。
一時期は日向の不祥事による連帯責任での校長の失脚を目論んでの校長の座を狙おうとしていたこともあった。
松平（まつだいら）
島晋一のクラスの担任で東大卒の男性教師。
彼もまた教頭と同じく日向の就任当時から日向のことをあまり良い印象を持っていなく、常に日向を盃成高校から追い出そうと模索している。
日向がキャバレーに下宿していたのが問題となったときはこれぞとばかりにPTA会長や教育委員会の人物を連れて下宿先のキャバレーに押し掛けるが、そこに日向の姿はなく、日向からの頼みで芝居を打った店員の女性らによって返り討ちを浴びる格好となった。
長尾（ながお）
上杉俊作のクラスの担任教師。
チンピラに絡まれた際に負った怪我を案じてボクシング部の顧問に話したことで逆恨みされ自暴自棄になった上杉を体を張って守り、このままボクシングを続けると失明の危機があるが、野球部なら右打ちであるため失明の危険はないことを教え、日向に上杉の野球部入りを託した。

#### 野球部の保護者
島の父
島晋一の父親で海老寿屋酒店（エビスヤ）の店主。
家族同然にかわいがっていた男に店の金を持ち逃げされて以降家族すらも信用できない状態で、金を取りに行くとき以外寄り付かない状態だった。
飲み屋のツケがあるため酒の提供を拒否されたことで店の金庫を持ち出そうとしたところを日向から鉄拳制裁を受け、更に制裁を加えようとしたところを晋一に止められ、「俺のおやじは一人しかいない」と言う一言がきっかけで改心、後日晋一に日向へよろしく伝えるよう託し、新たに購入したキャッチャーミットを手渡す。
北野の父
北野繁の父で、三保建設の社長の運転手を務めている。
若いころは極道スレスレのバカばっかりやってきた流れ者のヤクザ崩れだが、仕事を与えてくれた社長には感謝している。
松宮 大志（まつみや ひろし）
松宮英明の父で県会議員。
校内マラソン大会で息子の英明が1位を取れなかったら日向をこの町から追い出すと発言するが、マラソン大会で日向のオシドリに例えた説得と、最下位ながらも完走した英明の姿を見て考えを改め、後日入部届を出した英明を通じてよろしく頼むと伝えた。
大貫の母
大貫大志の母親で居酒屋を営んでいる。
大志と対立していた暴走族に店を荒らされた上に怪我を負ってしまい、逆上した大志がその相手を半殺ししたことで鑑別所に入ることとなった。
姿は如月舞が日向に事の顛末を説明した際の1カットのみの登場だった。

#### その他関係者
石井 徹三（いしい てつぞう）
日向が赴任する前の元盃成高教師で日向の恩師。物語開始時点ですでに故人。荒れくれていた若き日向の面倒を見、アメリカ行きを勧めた張本人。日向が目標としている人物でもある。
故郷ではないものの、盃成高校のグラウンドが見えるところに眠っている（墓がある）。
本多（ほんだ）
日向が赴任する前から伊達らを取りまとめていたヤクザ。元ミドル級日本1位のプロボクサーで、過去に対戦相手とトレーナーを殺してプロボクシング界から追放された男。伊達らと縁を切ることを賭けた日向とタイマンを張り敗れる。以後は「ダンナ（日向）には逆らえない」と、竹中の幼馴染を襲った男の捜索に協力したり、石井の息子と称して立ち退きを強要する工事業者を追い払ったりした。自身の顔の大きさを気にしているフシはある。県大会決勝戦では舎弟や兵隊300人ほどを呼んで応援に駆けつける（日向からはおとなしくするように言いつけられている）。
石井の妻
下の名前は不明。東京の娘夫婦のもとに厄介になる前にと一目野球部の練習を見学していた。そして県大会出場前に手縫いで選手のユニフォームを作ってくれた。
ハロルド・ゴールドウィン
マサチューセッツ工科大学で生物化学を教えている教授。日向曰く「わがままが白衣を着ている」ような、かなりの偏屈でやめていく助手も後を絶たないが、「ボス」と呼んでいた日向のことは評価していた。
日向が日本に戻った1年後に戻ってくるようエアメールを送る。

### 他校選手・監督
市川 秀明（いちかわ ひであき）
県下一の甲子園常連校で、9人揃った盃成高校が初めて練習試合をした東亜第一高校のピッチャー。校内に親衛隊もあるほど同校女子生徒の人気も高い。
最初は盃成に対して舐めた態度を取り試合ではパーフェクトゲームを公言するも、盃成のケンカ野球に動揺してしまい敗北を喫す。
翌年の県大会では前回の練習試合の雪辱を晴らすと伊達らに宣言し決勝戦で再戦。決勝戦試合前の盃成のパフォーマンスにも動じず試合では9回までパーフェクトに抑えるも、最終回に代打で打席に立った松宮の凡打からのエラーで塁に出たことをきっかけに、伊達の予告ホームランをした上でのバントでリズムを乱してしまい、大貫による初級狙いの逆転サヨナラホームランで甲子園のキップを逃してしまった。
安国寺（あんこくじ）
甲子園常連校で秋季大会も南関東大会を制した東京・京王学園の監督。選手を駒としか考えず、自分の顔に泥を塗った選手を平気で追放する残酷な面を持つ。
山中拓二を変化球の使えるバッティング投手としてスカウトし、毎日200球の変化球を投げさせて肩を酷使させた挙げ句「壊れたピッチングマシンはいらない」と言って部から追い出す。
盃成高校との練習試合では最初2軍を出してきたが、予想外の展開に慌てて1軍を呼ぶも、リリーフに回った山中のナックルボールに翻弄され敗北する。試合後、自分に恥をかかせたといって1軍選手を平手打ちして2軍に降格させると言うが、それを見た日向からの鉄拳制裁を食らうこととなる。
京王学園の野球部は練習試合で使った専用球場の他に、予備の球場が一つと専用グラウンドを二つ持っている。現在の専修大学附属高等学校にあたる、かつての「京王高等学校」とは関係はない。
三保 優（みほ まさる）
秋季大会の1回戦で盃成高校とあたった私立新山高校のエース。
父親が建設会社の社長で、北野繁の父親がその社長の運転手をしていたことから北野に八百長を持ちかける。
天城（あまぎ）
秋季大会2回戦対戦相手の東盃工業の投手。
盃成高校の野球部とは以前は結構揉め事を起こしていたらしく、顔にはその時の傷があり、試合の直前には行き付けのおでん屋の店主に暴行を働いたりしている。
試合ではクロスプレーに見せかけて故意に伊達や竹中、更には島を負傷させるが、最終回で伊達の頭を狙って投げるもピッチャー返し（打球がグラブを突き破っている）でサヨナラ負けを喫し、試合後の延長戦（ケンカ）では全裸にされて記念写真を撮られることとなる。
三郷（みさと）
県大会2回戦で当たった私立開栄高校のエースピッチャー。
コンピュータみたいに正確なコントロール投法で秋季大会でも準決勝まで進んでおり、県大会でも盃成高校を圧倒するが、最終回に大貫によるピッチャー返しからのサヨナラホームランで敗れる。この試合で伊達は相手キャッチャーとのクロスプレーによって右手を負傷してしまい、それが決勝戦まで響くこととなった。

### その他
海老名（えびな）
「こましの海老名」の渾名を持つヤクザ。同業である本多曰く女狂いで有名で、かつては「葛城のヤッパエビ」と呼ばれていたことからその筋の間では有名。その本多からは、腕で勝負する自分と違い刃物を振り回しながら兵隊を集める危ない人物であることを日向に教えている。
竹中秀一の幼馴染である槇岡詩織に乱暴し、その時に録画したビデオテープを餌に脅迫をし続けるが、詩織を再度呼び出した場所に竹中ら野球部が試合を犠牲にして現れ返り討ちに遭う。

## 単行本
講談社コミックス-Shonen magazine comics版　全6巻　※日付は初版発行日
1. 第1巻　1987年3月18日
2. 第2巻　1987年4月18日
3. 第3巻　1987年6月17日
4. 第4巻　1987年8月17日
5. 第5巻　1987年9月17日
6. 第6巻　1987年10月17日　※講談社新人漫画賞佳作作品『ピントはずれのかぞく式』[22](雑誌未発表作)収録

KCスペシャル版　全3巻
1. 第1巻　ISBN 978-4-0630-5573-3:1992年5月1日発売(以下同)
2. 第2巻　ISBN 978-4-0630-5574-0:1992年6月1日
3. 第3巻　ISBN 978-4-0630-5575-7:1992年7月1日

講談社漫画文庫版　全3巻 ※全て2002年1月11日発売
1. 第1巻　ISBN 978-4-0636-0145-9
2. 第2巻　ISBN 978-4-0636-0146-6
3. 第3巻　ISBN 978-4-0636-0146-6